# MILAN

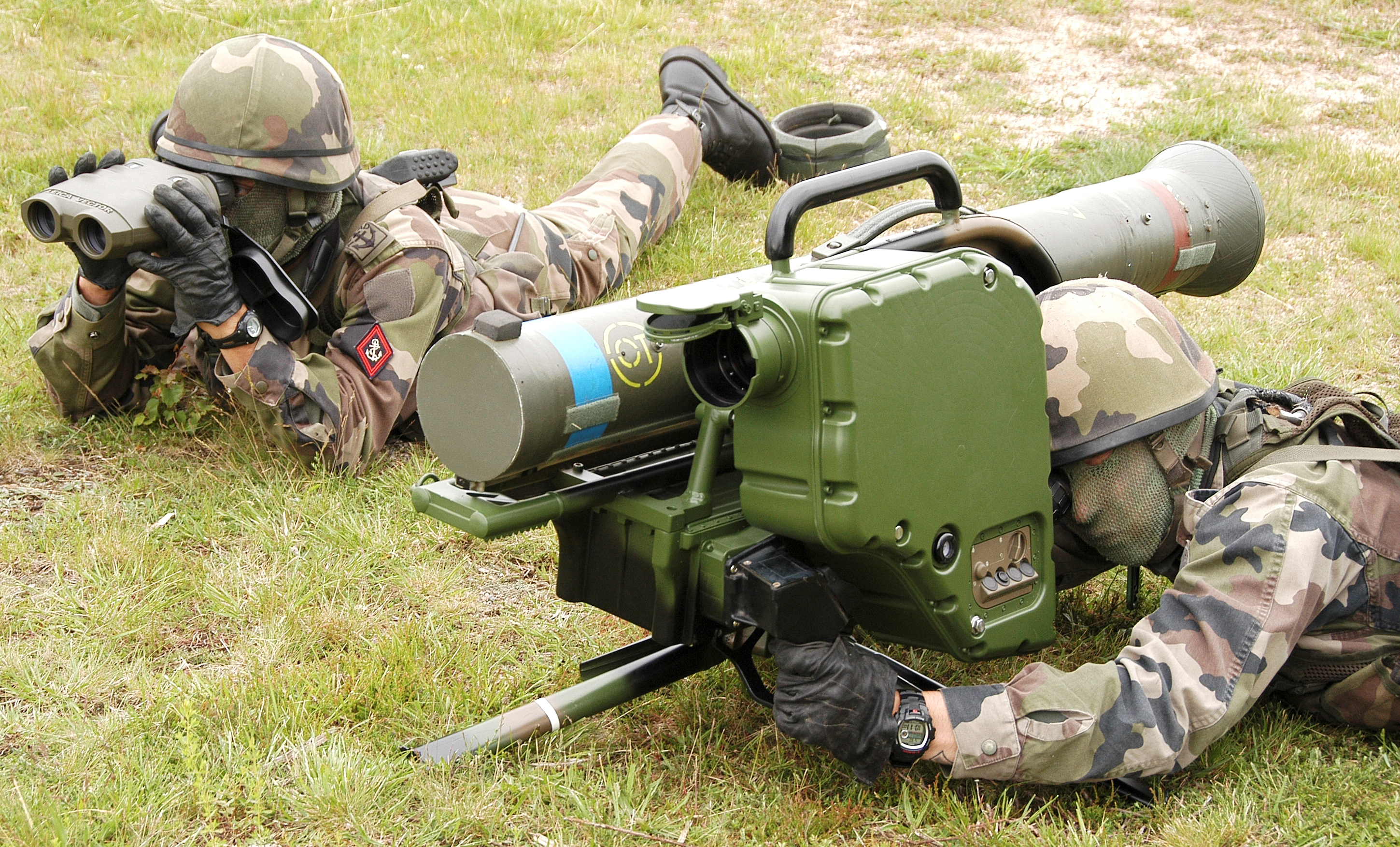
PTŘS MILAN

MILAN (Missile d'Infanterie Léger Anti-Char = lehká pěchotní PTŘS) je protitanková řízená střela druhé generace s poloautomatickým povelovým systémem dálkového navedení po záměrné cíle (systém SACLOS) a s přenosem řídících signálů po vodiči.
Vývoj byl zahájen roku 1962 ve spolupráci Francie (Nord Aviation) a Německa (Messerschmitt Bölkow Blohm). Výsledkem byla velmi zdařilá přenosná střela s velkou přesností a průbojností, která se stala jednou z nejúspěšnějších zbraní svého druhu. Do výzbroje byla zařazena roku 1972. Výrobcem je nadnárodní konsorcium Euromissile, licenční výroba probíhá rovněž ve Velké Británii. Vyprodukováno bylo cca 250 000 kusů.
Komplet je určen pro přímou protitankovou obranu pěších jednotek. Střely jsou uloženy v hermeticky uzavřených transportních obalech a před použitím se umisťují na opakovatelně použitelný podstavec. Při výstřelu odpálí střelu nejprve výmetná nálož v trubici a teprve až se ocitne v bezpečné vzdálenosti od operátora, je zažehnut letový raketový motor střely s dobou hoření 13 sekund. Účinnost systému za nepříznivých povětrnostních podmínek nebo při střelbě v noci zvyšuje spřažení s termovizní kamerou MIRA, která dokáže zjistit cíl velikosti tanku na vzdálenost více než 3000 m.
Systém využívá více než 30 zemí celého světa, například Francie, Německo, Velká Británie a mnoho dalších.
V roce 2022 bylo “pár” těchto systému darováno Itálií a Francií Ukrajině, aby byly použity ve válce proti Rusku.

## Technická data
- Délka střely: 769 mm
- Průměr těla střely: 115 mm
- Hmotnost střely : ? kg

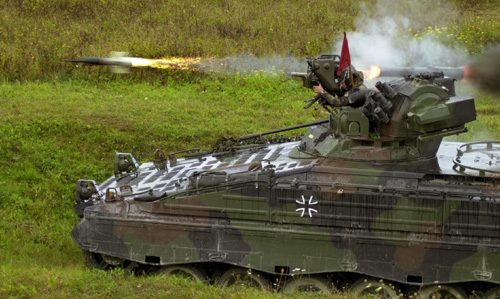
Německé bojové vozidlo pěchoty Marder 1A3 s PTŘS MILAN

- Délka odpalovacího zařízení: 900 mm
- Hmotnost odpalovacího zařízení:
  - MILAN: 16,4 kg
  - Milan 3: 17 kg
- Účinný dostřel: minimální 25 m, maximální s munici F1,F2,F2A 1900m s munici F3 1874 m
- Typ bojové hlavice: HEAT
- Průbojnost pancéřování: cca 800 mm